# Kedungrejo (Rowokangkung)
Kedungrejo is een bestuurslaag in het regentschap Lumajang van de provincie Oost-Java, Indonesië. Kedungrejo telt 4492 inwoners (volkstelling 2010).